# Coelidia tortula
Coelidia tortula är en insektsart som beskrevs av Nielson 1983. Coelidia tortula ingår i släktet Coelidia och familjen dvärgstritar. Inga underarter finns listade i Catalogue of Life.